# Teni (film)
Teni (Тени) è un film del 1953 diretto da Nadežda Nikolaevna Koševerova e Nikolaj Pavlovič Akimov.